# Макаров, Иван Пантелеевич
Ива́н Пантеле́евич Мака́ров (14 сентября 1915, Кожважи, Козьмодемьянский уезд, Казанская губерния, Российская империя — 28 октября 1997, Йошкар-Ола, Марий Эл, Россия) — советский государственный и партийный деятель. Депутат Верховного Совета СССР V созыва (1958—1962). Председатель Комитета народного контроля Марийской АССР (1967—1974). Член ВКП(б) с 1939 года. Участник Великой Отечественной войны.

## Биография
Родился 14 сентября 1915 года в дер. Кожважи ныне Горномарийского района Марий Эл в семье крестьян-середняков.
В 1933 году окончил Дубовскую железнодорожную школу Килемарского района Марийской автономной области. Работал бригадиром колхоза, избачом в родной деревне.
В 1936 году заочно окончил 2 курса Казанского педагогического училища. Перешёл на комсомольскую работу: в 1938 году окончил курсы пропагандистов при Марийском обкоме ВЛКСМ, с 1940 года — первый секретарь Еласовского райкома ВЛКСМ, с 1941 года — заведующий отделом Марийского обкома ВЛКСМ. В 1939 году вступил в ВКП(б).
В апреле 1941 года призван в Красную Армию. Участник Великой Отечественной войны: политрук 305 стрелкового полка 44 стрелковой дивизии на Ленинградском фронте, тяжело ранен; с 1942 года — военком Махачкалы; с 1944 года — начальник штаба батареи войск НКВД в Грозном, майор. Завершил службу в декабре 1945 года. Награждён орденом Отечественной войны II степени и медалями.
После демобилизации вернулся на родину и вновь заступил на партийную работу: в 1950—1959 годах — первый секретарь Казанского райкома ВКП(б) / КПСС Марийской АССР. С 1959 года — сотрудник Совета Министров МАССР, в 1964—1967 годах — заведующий отделом партийных органов Марийского обкома КПСС. В 1960 году заочно окончил Высшую партийную школу при ЦК КПСС. В 1967—1974 годах был председателем Комитета народного контроля Марийской АССР. 
В 1955—1959 и 1967—1975 годах избирался депутатом Верховного Совета Марийской АССР IV, VII—VIII созывов, в 1958—1962 годах — депутатом Верховного Совета СССР V созыва.
Его многолетняя общественно-политическая деятельность отмечена орденом «Знак Почёта» (дважды), медалями и почётными грамотами Президиумов Верховных Советов РСФСР и Марийской АССР (дважды). 
Ушёл из жизни 28 октября 1997 года в Йошкар-Оле, похоронен там же.

## Награды
- Орден Отечественной войны II степени (06.04.1985)[6]
- Орден «Знак Почёта» (1951, 1971)[2]
- Медаль «За победу над Германией в Великой Отечественной войне 1941—1945 гг.»[4]
- Юбилейная медаль «За доблестный труд. В ознаменование 100-летия со дня рождения Владимира Ильича Ленина»[2]
- Почётная грамота Президиума Верховного Совета РСФСР (1965)[2]
- Почётная грамота Президиума Верховного Совета Марийской АССР (1957, 1965)[2]